# امر به معروف و نهی از منکر
امر به معروف و نهی از منکر (به عربی: الأمر بالمَعْرُوف والنَهي عن المُنْكَر) در اسلام دو وظیفه مهم هستند. همان‌طور که در قرآن و حدیث نازل شده‌است، در اسلام مسلمان وظیفه دارد به آن عمل کند.
این عبارت اساس نهاد اسلامی امور حسبی است (وظیفه فردی یا جمعی - بسته به مکتب فقه - مداخله و اجرای قوانین اسلامی). این بخش مرکزی از آموزه‌های اسلامی برای همه مسلمانان است. این دستورها همچنین دو مورد از ده مورد از اقدامات جانبی یا اجباری (فروع دین) اسلام شیعه اثنی عشری است.
ادبیات اسلامی ماقبل مدرن توصیف می‌کند که مسلمانان وارسته (معمولاً علما) با از بین بردن اشیاء ممنوعه، به ویژه مشروب و آلات موسیقی، اقدام به منع کارهای خلاف می‌کنند. در جهان اسلام معاصر، نهادهای مختلف دولتی یا غیردولتی (اغلب با عباراتی مانند «ترویج فضیلت و جلوگیری از رذیلت» در عناوین خود یا گشت ارشاد)، در ایران، عربستان سعودی، نیجریه، سودان، مالزی و غیره ظاهر شده‌است. . ، در زمانهای مختلف و با سطوح مختلف قدرت. اعمالی که از نظر آنها نادرست و منکر، مورد هدف این گروه‌ها شامل پوشش نامناسب حجاب،تفکیک جنسیتی،مصرف مشروبات الکلی و ابراز محبت عمومی است.
در احکام دین، به تمام واجبات و مستحبات معروف و به تمام محرمات و مکروهات منکر گفته می‌شود بنابراین واداشتن افراد جامعه به انجام کارهای واجب و مستحب امر به معروف و بازداشتن آن‌ها از کارهای حرام و مکروه نهی از منکر است.
امر به معروف و نهی از منکر، واجب کفایی است که اگر افرادی - به قدر کفایت - به انجام آن اقدام کنند، از دیگران ساقط می‌شود؛ و اگر همهٔ افراد آن را ترک کرده باشند، چنانچه شرایط آن موجود باشد، همهٔ آن‌ها ترک واجب کرده‌اند.

## حِسبه
حسبه در لفظ شرعی به این معناست که یکی از مسلمانان برای دخالت در زندگی دیگران داوطلب شود و این دخالت وقتی رخ دهد که آن ها مرتکب گناهی در حق خدا یا نوع بشر شده باشند.

## تعریف معروف و منکر[۱۰]
امر به معروف و نهی از منکر با وجود برخی شرایط واجب می‌باشد و در صورت نبود آن شرایط تکلیف ساقط می‌شود و آن‌ها عبارتند از:
1. کسی که امر یا نهی می‌کند، بداند آنچه را که دیگری انجام می‌دهد حرام است و آنچه را ترک کرده، واجب است، پس هرکس نمی‌داند این عمل که فاعل انجام می‌دهد حرام یا واجب (یا مستحب و مکروه) است جلوگیری واجب نیست. بنابر فتوای سید علی خامنه‌ای آمر به معروف و نهی‌کننده از منکر باید عالم به معروف و منکر باشد و همچنین بداند که فاعل منکر عمداً و بدون عذر شرعی مرتکب آن می‌شود.[۱۱]
2. آنکه در امر به معروف یا نهی از منکر مفسده‌ای وجود نداشته باشد یا ضرری متوجه کسی نشود، مثلاً باعث نشود که آبروی شخص مسلمان ریخته شود یا ضرر مالی یا جانی به کسی برسد. همچنین نباید خیلی سخت و دشوار گرفت که سبب انزجار فاعل از دین و برنامه‌های دینی شود.[۷]
3. احتمال بدهد که امر به معروف یا نهی از منکر اثر کند. پس اگر یقین به عدم اثر آن دارد، واجب نیست. بنابر فتوای سید علی خامنه‌ای زمانی امر به معروف و نهی از منکر واجب می‌شود که احتمال تأثیر امر به معروف و نهی از منکر در مورد آن شخص داده شود، و ضرری برای خود او نداشته باشد، و در این مورد باید تناسب بین ضرر احتمالی و اهمیت معروفی که به آن امر می‌نماید یا منکری که از آن نهی می‌کند، ملاحظه نماید، در غیر این صورت، امر به معروف و نهی از منکر بر او واجب نیست.[۱۱]
4. خود شخص آمر به معروف یا ناهی از منکر، آن معروف را ترک نکرده یا فاعل به آن منکر نباشد. مصداق مثل معروف که رطب خورده منع رطب کی کند. البته بنا بر اعتقاد برخی مراجع این شرط واجب نیست: «در امر به معروف و نهی از منکر شرط نیست که امر و نهی کننده به آنچه امر می‌کند عمل نماید و از آنچه نهی می‌کند اجتناب ورزد یعنی امر و نهی بر شخص گناهکار هم واجب است و او نمی‌تواند به عذر این که گناه می‌کند خود را از این وظیفهٔ بزرگ تبرئه سازد. (این که در منابع دینی از افرادی که خود عمل نمی‌کنند و دیگران را به عمل وامی‌دارند یا خود گناه می‌کنند و دیگران را از گناه بازمی‌دارند مذمت و نکوهش بسیار شده برای این است که چرا خود عمل به وظیفه نکرده‌اند نه برای این که چرا امر و نهی کرده‌اند)».[۱۲]

## امر به معروف ونهی از منکر خاص و عام[۱۳]

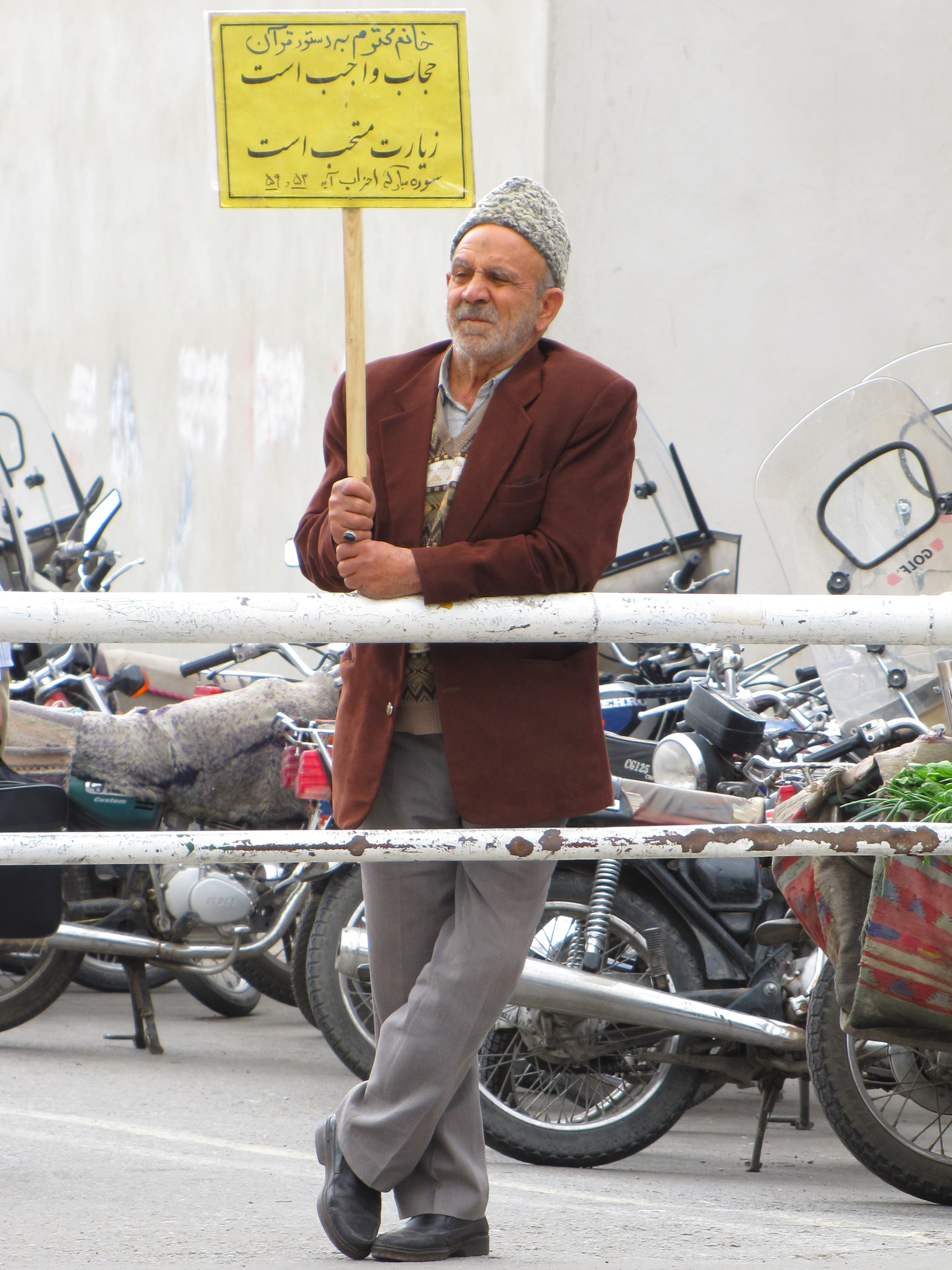
یک پیرمرد در حاشیه حرم فاطمه معصومه شهر قم، با تابلویی در دست که حجاب اسلامی را امر به معروف و نهی از منکر میکند. (بر روی تابلو درج شده: خانم محترم، به دستور اسلام حجاب واجب است، زیارت مستحب، سوره احزاب آیه ۵۳ و ۵۹) فروردین ماه ۱۳۸۸

- یک پیرمرد در حاشیه حرم فاطمه معصومه  شهر قم، با تابلویی در دست که حجاب اسلامی را امر به معروف و نهی از منکر میکند. (بر روی تابلو درج شده: خانم محترم، به دستور اسلام حجاب واجب است، زیارت مستحب، سوره احزاب آیه ۵۳ و ۵۹) فروردین ماه ۱۳۸۸امر به معروف عام آنست که هر کس از آحاد ملت مرتکب گناهی شود یا یکی از تکالیف واجب را ترک کند که این نیز گناه است بر هر شخص مطلعی واجب است وی را از ارتکاب گناه نهی کند. همهٔ مردم چنین حقی را دارند و می‌توانند هر کس را در هر مقامی امر و نهی کنند.
- امر به معروف خاص به این معنی است که باید گروه ویژه یی در همة اجتماعات این وظیفه را عهده‌دار باشند و آن در مسائلی است که نیاز به علم و آگاهی دارد. این قسم از امر و نهی نسبت به برخی از مسائل مخصوص گروه دانشمندان آگاه و راستین و بی غرض و خیرخواه امت می‌باشد.

## احکام امر به معروف و نهی از منکر[۱۴]
1. فراگیری شرایط امر به معروف و نهی از منکر و موارد آن واجب است، تا انسان در امر و نهی مرتکب خلاف نشود.
2. اگر بداند یا احتمال دهد که امر ونهی‌اش با تکرار مؤثر است، واجب است تکرار کند.
3. اگر بداند یا احتمال دهد، که نهی او در حضور جمع مؤثر است نه تنهایی، اگر انجام دهنده، آن عمل را به‌طور آشکار انجام می‌دهد جایز بلکه واجب است او را در جمع نهی کند و اگر چنین نیست بنا بر احتیاط واجب جایز نیست.
4. اگر فرد بداند امر به معروف یا نهی از منکر او تاثیری بر دیگران ندارد یا تاثیر برعکس میگذارد نهی از منکر و امر به معروف جایز نیست

## دیدگاه‌ها

### در سخناناهل بیت
- علی بن ابی‌طالب: پایندگی شریعت به امر به معروف و نهی از منکر و برپاداشتن حدود است.[۱۵]
- علی بن ابی‌طالب: نفرین خدا بر کسانی که به خوبی فرمان می‌دهند و خود آن را فرومی‌گذارند و بر کسانی که از زشتی بازمی‌دارند و خود مرتکب آن می‌شوند.[۱۶]
- علی بن ابی‌طالب: کسی که در برابر منکر با دل و دست و زبان خویش اعتراض نکند، او مرده‌ای است در میان زندگان.[۱۷]

### درقانون اساسی جمهوری اسلامی ایران
در اصل هشتم قانون اساسی جمهوری اسلامی ایران به این جهت توجه ویژه و تأکید و تصریح گشته‌است.
«در جمهوری اسلامی ایران دعوت به خیر، امر به معروف و نهی از منکر، وظیفه‌ای است همگانی و متفاوت بر عهده مردم نسبت به یکدیگر، دولت نسبت به مردم و مردم نسبت به دولت، شرائط و حدود و کیفیت آن را قانون تعیین می‌کند».
(والمومنون بعضهم اولیاء بعض یامرون بالمعروف و ینهون عن المنکر).
با توجه به اصل هفتم از قانون اساسی جمهوری اسلامی ایران، لازم است که نظام اسلامی باید وزارتخانه، سازمان، مرکز وگروهی را با هر نام مناسب تشکیل دهد که وظیفه این گروه، همان اجرای صحیح قانون زندگی ساز امر به معروف و نهی از منکر باشد که خود پشتوانه‌ای محکم برای قدرتمندی نظام و برای حفظ مصالح آحاد مردم و جامعه انسانی اسلامی است.
خدای متعال، پس از آن که دستور می‌فرماید بر این که برادری و اتحاد در پرتو توحید را مستحکم سازید و همواره از تفرق و پراکندگی دوری جوئید وبا این که قبلاً متفرق و دشمنان یکدیگر بودید، امروز با نعمت اسلام قدر نعمت اخوت را بدانید می‌افزاید:
(ولتکن منکم آمه یدعون الی الخیر و یامرون بالمعروف و ینهون عن المنکر واولئک هم المفلحون).
«و باید از میان شما گروهی و امتی باشند که به خیر و نیکی دعوت نمایند، وامر به معروف و نهی از منکر کنند و اینان همان رستگارانند».
البته این هیچ مجوّز آن نیست که کسانی به بهانه این‌که اطمینانشان سلب شده، قانون‌شکنی کنند. قانون‌شکنی جرم است. تخلّف از قانون و خروج از مدار قانونی برای مقابله با هر چیزی که به نظر انسان منکر می‌آید – بدون اجازه حکومت – خودش یک جرم است.